# SimCity DS
SimCity DS è un videogioco di simulazione gestionale sviluppato e pubblicato da Electronic Arts, nel 2007.
Il gioco è una versione di SimCity 3000 prodotta per la console di Nintendo.

## Modalità di gioco
Come in altri titoli della saga SimCity a cui appartiene, lo scopo del gioco è fondare e dirigere una città, facendola prosperare e stando attenti a non andare in bancarotta, badando anche al benessere dei cittadini. Si possono costruire tutte le strutture necessarie al buon funzionamento della città, anche se in numero ridotto rispetto alle versioni del gioco per PC.
Il touch screen viene utilizzato per compiere tutte le azioni (costruire edifici, vedere i grafici, modificare il budget); nonché per i mingiochi (mini-games), sono però stati introdotti diversi minigiochi, per i quali si utilizza anche il microfono.
Oltre alla modalità "Costruisci una città", descritta sopra, nello schermata home è possibile sceglierne altre tra cui soprattutto:
- "Salva la città", modalità in cui bisogna risolvere gravi problemi di città vicine, causati da crisi economiche o disastri naturali, entro 10 anni come tempo limite massimo e con un budget preimpostato a seconda della gravità dei danni da risarcire;
- modalità "Posta", grazie alla quale è possibile scambiare con altri "sindaci" (connessione tra più DS) i famosi "edifici chiave" (monumenti internazionali reali e non come la Torre Eiffel, la Cattedrale di S. Stefano, il Palazzo dell'ONU, il Castello di Bowser direttamente dalla serie SuperMario, e tante altre meraviglie che possono abbellire la città);
- modalità "Tutorial", in cui è possibile imparare a conoscere tutti gli strumenti e le tecniche necessari a modellare una città ideale.

## Personaggi

### Consiglieri
I consiglieri sono i bracci destri del sindaco, visibili nell'angolo a sinistra in basso dello schermo della Console; come nella realtà, il loro compito è di fornire consigli utili al primo cittadino, riguardo a miglioramenti e possibili modifiche da far apportare:
- Julie McSim: è una giovane tuttofare occhialuta, bionda, vestita con camice e gonna bianchi; molto preparata (soprattutto dal punto di vista ambientale) McSim è colei che dà il benvenuto al giocatore nel mondo di SimCity e che gli pone domande volte ad accertare l'identità del giocatore e i suoi gusti, in modo che a quest'ultimo possa essere affidato uno dei tanti consiglieri, compresa se stessa;
- Ayako Tachibana: è un potente uomo d'affari orientale in giacca e cravatta, esperto in economia delle finanze e politica;
- Kaishu Tachibana: è la dolce e giovane figlia di Ayako, fine e disponibile soprattutto dal punto di vista commerciale;
- Servo3000: è uno speciale Robot, inventato dall'eccentico Professor Simtown, dotato di una banca dati che racchiude un'intelligenza da consigliere come nessun altro; pur se un po' arrugginito è anche dotato di forti emozioni, forse meno "freddo" di Ayako;
- Alieno: è un visitatore extraterrestre di colore verde, dotato di tre occhi e due vispe antenne, vestito di una tuta ignifuga azzurra; è sicuramente il consigliere più raro che si possa ottenere nel gioco, dotato di un'intelligenza sovrumana e di un umorismo molto gradevole.

### Visitatori
I visitatori sono alcuni dei cittadini della propria città che richiedono un appuntamento con il sindaco; essi portano proposte per richiedere miglioramenti e modifiche, offrire trattative o contratti interessanti che possono essere accettati o no:
- Zia Agnes: è una dolce vecchietta che richiede più attenzione dal punto di vista ambientale e della qualità della vita; la sua proposta principale è quella di costruire più ospedali o luoghi in cui lei e altri anziani possano rilassarsi, come laghetti o fontane; in altri casi, propone un contratto interessante riguardo alla vendita di acqua a città vicine.
- Phil: è un pompiere che si presenta direttamente in divisa dinnanzi al sindaco, e che richiede spesso uno Stadio, grazie al quale lui e i suoi colleghi possano svagarsi;
- Bob: è un poliziotto attento, con il taccuino dei verbali sempre pronto; spesso chiede di incontrare il sindaco per poter migliorare l'aspetto energetico delle città, lamentando il fatto che non tutta la città fruisca di energia elettrica sufficiente; problema da risolvere con la costruzione di ulteriori centrali elettriche;
- Chandy: giovane studentessa popolare e cheerleader di primo piano nel suo liceo; propone spesso l'aggiunta di più parchi o zoo in cui lei e le sue amiche possano divertirsi, o addirittura l'edificazione di più scuole e università che possano aumentare i livelli d'istruzione;
- Nigel: è un genio della fisica e della matematica, amante dei treni a vapore. Soffre di una leggera forma di balbuzie, forse causata dalla sua timidezza; il più delle volte (come anche Chandy) propone il "miglioramento delle ferrovie in città", magari con l'aggiunta di più stazioni o di tracciati di rotaie;
- Laura: giovane imprenditrice che propone una vendita di energia elettrica a città vicine, con il vantaggio della riduzione di inquinamento; in casi rari la stessa imprenditrice si presenta dal sindaco proponendogli la costruzione di un casinò, che però causerebbe l'incremento della criminalità legata al gioco d'azzardo;
- Ralph: anziano signore scorbutico ma di modo che propone, a seguito di gravi problematiche ecologiche, l'edificazione di discariche in città vicine che possano ospitare i rifiuti della propria;
- Brenda: ricca signora elegante, cotonata e che trasporta in borsetta un piccolo Chihuahua; essendo il capo di un'importante associazione commerciale e turistica cittadina, propone l'edificazione di porti turistici, o luoghi d'incontro attivi come musei o biblioteche che possano attrarre più persone nella città;
- Dale: capitano e soldato maggiore, è sempre sull'attenti e si presenta dal sindaco in divisa militare; molto attento all'ambiente o alla difesa cittadina, Dale propone l'aggiunta di flora, che possa ridurre l'inquinamento, o di un'ulteriore forza difensiva (un campo militare volto alla difesa della patria in caso di pericoli gravi);
- Professor Simtown: è sicuramente il personaggio più atteso dai sindaci; un vero e proprio scienziato pazzo e inventore che, con l'incremento della popolazione e con il passare del tempo, propone al sindaco edifici innovativi molto utili e che torna nel corso degli anni, consigliandone la costruzione di ulteriori, ad esempio:

#### Edifici premio per incremento della popolazione (tutti)
- - per aver raggiunto una popolazione di 100 abitanti, il sindaco riceve l'Ufficio Postale;
  - per aver raggiunto una popolazione di 1 000 abitanti, il sindaco riceve il Museo;
  - per aver raggiunto una popolazione di 5 000 abitanti, il sindaco riceve la Villa del Sindaco;
  - per aver raggiunto una popolazione di 25 000 abitanti, il sindaco riceve il Tribunale;
  - per aver raggiunto una popolazione di 100 000 abitanti, il sindaco riceve il Centro Artistico.

#### Edifici premio per anno (solo alcuni)
- - anno 1912 ca., il sindaco riceve il Terminal di Autobus;
  - anno 1920 ca., il sindaco riceve la Forza Difensiva;
  - anno 1925 ca., il sindaco riceve il Depuratore Idrico;
  - anno 1955 ca., il sindaco riceve la Centrale a Gas;
  - anno 1960 ca., il sindaco riceve il Dissalatore;
  - anno 1965, il sindaco riceve la Centrale Nucleare;
  - anno 1970, il sindaco riceve il Centro di Riciclo;
  - anno 2000, il sindaco riceve il Centro Medico;
  - anno 2010; il sindaco riceve la Centrale a Microonde;
  - anno 2050; il sindaco riceve la Centrale a Fusione.